# 덴류가와역
덴류가와역(일본어: 天竜川駅 텐류우가와에키[*])은 일본 시즈오카현 하마마쓰시 주오구에 있는 도카이 여객철도의 철도역이다.

## 역 구조
쌍섬식 2면 4선 구조의 지상역이다. 2·3번선이 본선이며, 1·4번선은 대피선이다. 역사는 승강장 북쪽에 있으며, 승강장과는 구름다리로 이어져 있다.
하마마쓰역이 관리하는 업무 위탁역으로, 영업은 도카이 교통 사업이 대신 하고 있다.

### 승강장
| 1·2 | ■ 도카이도 본선 | 시즈오카 · 누마즈 방면   |
| 3·4 | ■ 도카이도 본선 | 하마마쓰 · 도요하시 방면 |

## 역세권 정보
- 국도 제1호선
- 덴류강

## 역사
- 1898년 7월 10일 - 관설철도 (뒷날의 일본국유철도) 도카이도 본선 나카이즈미역 (지금의 이와타 역) ~ 하마마쓰 역 사이에 신설 개업.
- 1987년 4월 1일 - 민영화에 따라 도카이 여객철도의 소속이 되었다.
- 2008년 3월 1일 - TOICA의 사용이 개시되었다.

## 인접역
| 도카이 여객철도 도카이도 본선 | 도카이 여객철도 도카이도 본선 | 도카이 여객철도 도카이도 본선 |
| ----------------------------- | ----------------------------- | ----------------------------- |
| 도요다초 시즈오카·아타미 방면 | ■ 도카이도 본선               | 하마마쓰 ·도요하시 방면       |